# NGC 878
NGC 878 is een spiraalvormig sterrenstelsel in het sterrenbeeld Walvis. Het hemelobject werd in 1886 ontdekt door de Amerikaanse astronoom Francis Preserved Leavenworth.

## Synoniemen
- PGC 8771
- ESO 478-22
- MCG -4-6-21
- IRAS02156-2336